# Escrita maniqueia
A escrita maniqueia está relacionada com uma forma antiga da escrita pálavi e assim como esta é um desenvolvimento do Aramaico Imperial, a língua oficial da corte dos Aquemênidas.

## Relações
Diferente do pálavi, a escrita maniqueia mostra influências do Alfabeto sogdiano, qual por sua vez descende do ramo Siríaco do Aramaico. O nome da escrita maniqueia é assim chamada por causa de textos maniqueístas que atribuem sua criação ao próprio profeta Maniqueu ou Mani. Data do século III, tendo existido até o século X;
Os textos Maniqueus antigos mostram forte relação com o siríaco - aramaico, sendo muitas vezes classificadas simplesmente como siríaco-aramaicos. Textos mais tardios da escrita Maniqueia foram atestado como tal em três "etnolectas" do Iraniano Medial - nos Dialetos de:
- Sogdiana no leste, onde há muitos "Maniqueus";.
- Pártia no nordeste, que é indistinguível do Medo do noroeste;
- Língua de Fars (o próprio "Persa") no sudoeste do Grande Irã, assim formalmente conhecido como língua Fars;

## Características
Trata-se de um Abjad, escrito da Direita para a Esquerda, tendo algumas letras (como ocorre em Árabe) com uma forma adicional para uso no final da palavra; São 25 letras com nomenclatura e aparência gráfica similares à da escrita Hebraica;
O sistema "Maniqueiano" não tem muita incidência de logossilabários nem de ideogramas das línguas semíticas que são muito presentes no sistema pálavi de escrita. Além disso, como os escribas maniqueus consideravam a escrita como algo sagrado, a escrita maniqueia foi protegida contra a evolução que modificou o pálavi, sendo mais arcaica ainda do que o "Livro Pálavi".

## História
A escrita maniqueia não era, porém, a única escrita nos manuscritos maniqueus. Quando escritos em língua sogdiana, o que era muito comum, os textos maniqueus eram produzidos na Escrita Sogdiana ou Uigur. Do mesmo modo, mesmo fora do Maniqueísmo, o dialeto parsa (Fars - Persa próprio) também era escrito em outros sistemas, incluindo a Escrita pálavi e a avéstica (ou língua pazenda);.
No século XIX, expedições alemãs descobriram um grande número de manuscritos "maniqueus" em Bulayiq na Rota da Seda, próximo a Turfan no noroeste da China, os quais estão em sua maioria preservados em Berlim.
Foi usada para escrever as línguas extintas: bactriana (da Báctria), persa médio, sogdiano, tocariano, turco antigo e uyhur.

## Leituras adicionais
- http://www.bl.uk/onlinegallery/features/silkroad/parthianlge.html Em falta ou vazio |título= (ajuda)
- http://www.bl.uk/onlinegallery/features/silkroad/manichaeanlge.html Em falta ou vazio |título= (ajuda)
- «Proposal to encode the Manichaean script in the UCS» (PDF). Project for computer fonts.
- «Photos of the original texts written in manichaean script discovered at Turfan». (Under the link "Texte in manichäischer Schrift")